# Великобоярка
Великобоярка (на украински: Великобоярка) е село в Южна Украйна, Подилски район на Одеска област. Основано е през 1849 година. Населението му е около 395 души.